# أبيباو بوتاكو
أبيباو بوتاكو (20 أبريل 1987 أديس أبابا إثيوبيا - ) هو لاعب كرة قدم إثيوبي، يلعب كمدافع، شارك في كأس الأمم الأفريقية 2013.

## الروابط الخارجية
- أبيباو بوتاكو على موقع الاتحاد الدولي (مؤرشف)  (الإنجليزية)
- أبيباو بوتاكو على موقع قاعدة بيانات كرة القدم.إي يو (الإنجليزية)
- أبيباو بوتاكو على موقع ناشيونال فوتبول تيمز (الإنجليزية)
- أبيباو بوتاكو على موقع Soccerway.com (الإنجليزية)